# Joshua Huber
Joshua Huber (* 9. November 2007) ist ein deutscher Volleyballspieler.

## Karriere
Huber spielte 2022/23 mit der zweiten Mannschaft des TSV Grafing in der Regionalliga. 2023/24 trat der Mittelblocker mit dem Nachwuchsteam VC Olympia München in der Dritten Liga Ost an. Seit 2024 steht er im Kader des Erstligisten WWK Volleys Herrsching.